# Église Saint-Martin de Palaiseau
Pour les articles homonymes, voir Église Saint-Martin.
L'église Saint-Martin de Palaiseau est une église paroissiale catholique, dédiée à l'apôtre des Gaules saint Martin, située dans la commune française de Palaiseau et le département de l'Essonne.

## Situation
| \| Localisation de l'église Saint-Martin dans l'Essonne. · Église Saint-Martin \| Localisation de l'église Saint-Martin dans l'Essonne. |
| Localisation de l'église Saint-Martin dans l'Essonne. · Église Saint-Martin                                                             |

L'église Saint-Martin est implantée sur les hauteurs du centre-ville de Palaiseau, à proximité de l'ancien château féodal, sur la rive gauche de la rivière l'Yvette.

## Historique
Une abbaye fut fondée sur le site de l'église par la reine Bathilde au VIIe siècle. Mais il ne subsiste plus de traces de cette construction.
L'église actuelle fut construite au XIIe siècle dans un style roman. Au XVe siècle, la nef fut agrandie et deux collatéraux ajoutés.
En 1711, les dépouilles de la famille Arnauld furent transférées de Port-Royal des Champs détruit, à la crypte de l'église.
Le 31 juillet 1779, le futur révolutionnaire Joseph Bara (1779-1793) est baptisé dans cette église.
En 1866 furent érigés le clocher, la flèche de vingt-six mètres et refaits les vitraux.
Depuis le 21 novembre 1930, l'église est classée aux monuments historiques.

## Description
L'église se compose d'une nef et deux collatéraux couverts en charpente, qui donnent trois pignons à la façade ouest, celui du centre percé d'un portail roman du XIIe siècle, surmonté d'une sculpture de Vierge à l'Enfant du XIVe siècle, classée monument historique depuis le 11 avril 1902. Dans la crypte se trouvent les dépouilles de la famille Arnauld transférées après la destruction de Port-Royal des Champs.
Le maître-autel en bois sculpté du XVIIIe siècle est classé depuis le 5 mai 1967. Une peinture sur bois de l'école flamande du XVIe siècle représentant la Vierge à l'Enfant est classée depuis le 4 décembre 1914, une autre sur toile du XVIIe siècle de Giovanni Lanfranco représentant Agar et l'ange est classée depuis le 23 mai 1975.

## Curés
- 1800-1804  : Jean-Baptiste Marc Mireur, ancien curé de l'église Saint-Médard de Clichy prit possession de sa nouvelle cure de l'église Saint-Gilles de Bourg-la-Reine le 15 octobre 1815. Il y mourut le 26 octobre 1817. Prêtre du diocèse de Digne, né le 25 avril 1751 en l'ancienne ville épiscopale de Riez (Basses-Alpes), fut auparavant curé de l'église Saint-Martin de Palaiseau. En 1801 il avait rouvert la chapelle de l'abbaye-aux-Bois et l'avait restaurée à ses frais et s'attendait à y être nommé curé. Ses prédications d'alors ne furent pas sans quelques retentissement, mais leur caractère politique ne fut pas universellement goûté. Là sans doute , faut il  chercher la cause de sa déception. On reconnut pourtant son mérite et on lui donna l'importante cure de l'église Saint-Ambroise de Paris où il fut installé officiellement le 20 novembre 1802, bien qu'il eût commencé depuis le 13 juin précédent. Le 11 septembre 1804, il était autorisé à permuter avec le curé de l'église Saint-Médard de Clichy, ce qui n'était pas une promotion puisque cette paroisse était la paroisse la plus misérable du diocèse. En 1814 lors de l'invasion, Clichy fut occupé et pillé par les troupes alliées. En 1816 il reçut à titre de dédommagement de l'invasion étrangère la somme de 150 francs. A Saint-Ambroise, il eut pour vicaire l'ancien vicaire constitutionnel  de Bourg-la-Reine: Bernard Coste[6]. Il est nommé à l'église Saint-Gilles de Bourg-la-Reine le 15 octobre 1815 et y mourut le 26 octobre 1817

## Pour approfondir

## Sources
1. ↑  « Eglise », notice no PA00087986, sur la plateforme ouverte du patrimoine, base Mérimée, ministère français de la Culture
2. ↑  « statue : Vierge à l'Enfant », notice no PM91000336, sur la plateforme ouverte du patrimoine, base Palissy, ministère français de la Culture
3. ↑  « autel (maître-autel) », notice no PM91000338, sur la plateforme ouverte du patrimoine, base Palissy, ministère français de la Culture
4. ↑  « tableau : Vierge à l'Enfant », notice no PM91000337, sur la plateforme ouverte du patrimoine, base Palissy, ministère français de la Culture
5. ↑  « tableau : Agar et l'anget », notice no PM91000340, sur la plateforme ouverte du patrimoine, base Palissy, ministère français de la Culture
6. ↑  Paul Pisani,  l'Église de Paris et la Révolution, t.IV, p.388-391